# Syllepte benedictalis
Syllepte benedictalis is een vlinder uit de familie van de grasmotten (Crambidae). De wetenschappelijke naam van deze soort is voor het eerst voorgesteld als Botys benedictalis door William Jacob Holland in een publicatie uit 1900.
De soort komt voor in Indonesië (Buru).